# Чжан Чжицзя
Чжан Чжицзя (кит. упр. 張誌家, пиньинь Zhāng Zhìjiā; 6 мая 1980, Тайчжун — 1 января 2024, Шэньчжэнь, Гуандун) — тайваньский бейсболист, участник сборной Тайваня по бейсболу на летних Олимпийских играх 2004 и 2008 годов. Чжан Чжицзя впервые прославился как один из лучших питчеров в истории тайваньского бейсбола после выступления на чемпионате мира по бейсболу 2001 года.

## Биография
Чжан Чжицзя впервые прославился во время чемпионата мира по бейсболу в 2001 году. Он показал результат 4-0 в течение 13-дневного турнира. Благодаря ему сборная Тайваня смогла одержать победу 3-0 над сборной Японии в матче за третье место. Его показатели по результатам игр: 0,36 ERA и 26 страйкаутов за 25 1/3 иннингов.
После выступления во время чемпионата мира Чжан Чжицзя подписал контракт с командой Seibu Lions из японской профессиональной бейсбольной лиги Nippon Professional Baseball (NPB)/ Стоимость контракта составила 120 миллионов японских иен (845 885 долларов США), что оказалось самым высоким показателем для любого тайваньского питчера, игравшего за японскую команду. По итогам игр в Lions с 2002 по 2004 год Чжан Чжицзя показал результат 26-19, 352 страйкаута и 3,81 ERA. После сезона 2006 года ему пришлось покинуть японскую лигу из-за серии травм. Чжан Чжицзя установил рекорд NPB в 2002 году, выбив как минимум одного отбивающего в 28-м подряд иннинге. Этот рекорд был побит только в 2015 году. На пике карьеры в японском клубе Чжан Чжицзя стал очень популярен в Тайване. Он снялся в нескольких рекламных роликах, записал музыкальный альбом.
Чжан Чжицзя в составе олимпийской сборной Тайваня принял участие в олимпийских играх Афинах (2004) и Пекина (2008).
В 2006 году Чжан Чжицзя стал играть в тайваньской профессиональной бейсбольной команде La New Bears (предшественник Rakuten Monkeys). В 2009 году он покинул команду из-за скандала, связанного со вскрывшимися договорными матчами. Из-за открывшихся фактов CPBL пожизненно запретила Чжану Чжицзяю заниматься профессиональным спортом в Тайване. Скандал закончился судом, который приговорил его к четырем месяцам тюремного заключения, которые в 2014 году Высокий суд Тайваня заменил штрафом в размере 120 000 тайваньских долларов.
После ухода из бейсбола он некоторое время работал шеф-поваром в ресторане в Тайчжуне и играл в гольф.
В 2017 году он снова оказался в центре скандала: он задолжал своим кредиторам 1,6 миллиона тайваньских долларов.
1 января 2024 года Чжан Чжицзя был найден мёртвым на полу в квартире, которую снимал. По сообщениям китайских СМИ он умер из-за остановки сердца. Накануне Чжан Чжицзя играл в софтбол в Шэньчжэне, провинция Гуандун.